# Пешавар
Пешава̀р е град в Пакистан. Населението на Пешавар е 2 955 000 жители (2007 г.), а площта е 2257 км². Телефонният му код е 091. Градът е обслужван от Международно летище Пешавар, което използват всички пакистански авиокомпании. Градът е административен и икономически център на голямата пущунска общност в Пакистан.

## История
Пущуните се появяват в района на Пешавар още през 1 хилядолетие пр.н.е. при миграцията си от юг. Постепенно градът става главен център на пущунската култура, наред с Кабул и Кандахар. Пешавар е неизменно част от Пътят на коприната. През 988 градът е завладян от тюрките, а по-късно и от монголите.
През 1747 Пешавар влиза в състава на Афгано-пущунската империя. Британската имерия завладява града и района през 1849 и до създаването на Пакистан през 1947 го владее.
След нахлуването на СССР в Афганистан, Пешавар става център на борбата на муджахидините, а около него изникват многохилядни бежански лагери. Бежанците остават дълго след края на Съветско-Афганската война, поради избухване на гражданска война в Афганистан и действията на талибаните там.